# Charmian Gooch
Charmian Penelope Gooch (1965) is een Britse anticorruptie-activiste. Samen met Simon Taylor en Patrick Alley richtte zij in 1993 Global Witness op, een niet-gouvernementele organisatie gericht op het bestrijden van corruptie. Sinds de oprichting is Gooch een van de directeuren van deze ngo en heeft ze campagnes geleid ter bestrijding van illegale houthandel en bloeddiamanten. Voor deze laatste campagne werd Global Witness in 2003 genomineerd voor de Nobelprijs voor de Vrede.
In 2014 werd zij door Bloomberg Markets uitgeroepen tot een van de 50 meest invloedrijke mensen op aarde. Gooch is lid van de World Economic Forum Young Global Leader Alumni Group.

## Prijzen
In 2005 won zij, samen met haar collega-oprichters van Global Witness, de Gleitsman International Activist Award.
In 2014 won Charmian Gooch de TED Prize, met daaraan verbonden een geldbedrag van $1 mln.
Later dat jaar besloot de Skoll Foundation haar organisatie Global Witness de Skoll Award for Social Entrepreneurship toe te kennen, met daaraan verbonden een geldbedrag van $1,25 mln.
In december 2014 werd zij door Fast Company uitgeroepen tot een van de 100 meest creatieve mensen in het bedrijfsleven.